# Le Fils de Caroline chérie
Cet article possède un paronyme, voir Caroline chérie.
Série
Un caprice de Caroline chérie
(1953)
Pour plus de détails, voir Fiche technique et Distribution.
Le Fils de Caroline chérie est un film français réalisé par Jean Devaivre, sorti en 1955.

## Synopsis
Pendant l'occupation de l'Espagne par les troupes napoléoniennes, le beau Juan d'Aranda (Jean-Claude Pascal) se distingue par sa bravoure et aussi par ses succès féminins. Ignorant ses origines françaises, il combattra tout d'abord auprès des guérilléros puis sous les ordres du général Gaston de Sallanches qui se révèlera être son père. Plusieurs femmes le tireront de situations critiques : Térésa (Magali Noël), une jeune paysanne, la duchesse d'Albuquerque (Sophie Desmarets), séduite par sa prestance, mais son cœur appartiendra à la mignonne Pilar (Brigitte Bardot).

## Fiche technique
- Titre : Le Fils de Caroline chérie
- Réalisation : Jean Devaivre, assisté de Claude Sautet
- Scénario, adaptation : Cécil Saint-Laurent, d'après son roman
- Dialogues : Cécil Saint-Laurent, Jacques Delasame
- Décors : Jacques Krauss
- Costumes : Rosine Delamare, assistée de Joseph Ranzatto
- Photographie : Maurice Barry
- Opérateur : Jean Lallier
- Musique : Georges Van Parys
- Son : Jean Rieul
- Montage : Germaine Artus
- Maquillage : Maguy Vernadet
- Coiffures : Simone Knapp
- Photographe de plateau : Marcel Dole
- Scripte : Madeleine Santucci
- Régisseur général : Irénée Leriche
- Coordinateur des combats et des cascades : Claude Carliez et son équipe
- Production : François Chavane et Alain Poiré
- Sociétés de production : Gaumont, Cinéphonic
- Directeur de production : Robert Sussfeld
- Tournage du 24 juin au 5 septembre 1954
- Distribution : Gaumont
- Pays :  France
- Format : Couleur  par Technicolor - 1,33:1 - 35 mm - Son mono
- Durée 108 minutes
- Genre : Drame historique
- Date de sortie : 
  - France - 11 mars 1955

## Distribution
- Jean-Claude Pascal : Juan d'Aranda/de Sallanches
- Sophie Desmarets : La duchesse Laure d'Albuquerque
- Brigitte Bardot : Pilar d'Aranda
- Jacques Dacqmine : Le général Gaston de Sallanche
- Magali Noël : Térésa
- Georges Descrières : Le lieutenant Tinteville
- Alfred Adam : Le général Lasalle
- Micheline Gary : Conchita d'Aranda
- Germaine Dermoz : La comtesse d'Aranda
- Daniel Ceccaldi : Le lieutenant Bogard
- Robert Dalban : Le capitaine des gendarmes
- Jean Debucourt : Le père supérieur
- Charles Deschamps : L'oncle de Juan
- Albert Dinan : Le lieutenant Guéneau
- Jean Galland : Le marquis de Villa-Campo
- Bernard Lajarrige : Lavaux, l'ordonnance de Juan
- Robert Manuel : Le roi Joseph
- Sylvie Pelayo : La jeune fille blonde
- Marcel Pérès : Frégos les Papillottes, chef des guerilleros
- Pascale Roberts : Une amie du général de Sallanches
- Michel Etcheverry : Le prêtre
- Marcel Bozzuffi : Un soldat
- Georges Bever : L'homme aux salades
- Bernard Musson : L'homme aux fèves
- Robert Le Béal : Un militaire
- Albert Michel : Le fonctionnaire de la prison
- Lisette Lebon
- Jacky Blanchot
- Claude Carliez
- Joe Davray : Un guerillero
- Guy-Henry
- André Dumas
- David Maxwell
- Fred Lemain
- Lucienne Granier
- Maurice Escande (à confirmer)

## Production
Le film a été tourné dans les Pyrénées-Orientales dans les lieux suivants : Collioure, Port-Vendres, Argelès-sur-Mer, Mosset, Villefranche-de-Conflent et Mont-Louis.